# Bboom Bboom
"Bboom Bboom" (hangul: 뿜뿜; rr: Ppumppum) é uma canção gravada pelo grupo feminino sul-coreano Momoland, o single principal de seu terceiro extended play, Great!. A música foi lançada em 3 de janeiro de 2018 pela MLD Entertainment e distribuída pela Kakao M. A versão japonesa da música foi lançada como CD single pela King Records em 13 de junho de 2018.
Escrita por Shinsadong Tiger e Beom x Nang, "Bboom Bboom" foi um sucesso que atingiu o número 2 na Gaon Digital Chart na semana de 25 de fevereiro, dois meses após o lançamento. A música foi indicada para o primeiro lugar no programa de música Inkigayo por 12 semanas consecutivas e o videoclipe ganhou 180 milhões de visualizações no YouTube.

## Controvérsia
No mesmo mês em que a música foi lançada,o grupo russo Serebro acusou Momoland de plágio,após muitas pessoas notarem a semelhança entre "Mi mi mi" lançada em 2013, com "Bboom Bboom". O produtor Shinsadong Tiger negou as alegações, ressaltando que "a linha de baixo [é] comumente ouvida em músicas do gênero electro swing, bem como o acorde de 4-estrofes."

## Desempenho nas paradas
| Paradas (2018)                     | Melhores posições |
| ---------------------------------- | ----------------- |
| Japão (Japan Hot 100)              | 9                 |
| Coreia do Sul Digital (Gaon)       | 2                 |
| Coreia do Sul (Kpop Hot 100)       | 2                 |
| US World Digital Songs (Billboard) | 4                 |
| Gaon Social Chart (Gaon)           | 1                 |

## Prêmios de programas musicais
| Programa                  | Data                    | Ref.   |
| ------------------------- | ----------------------- | ------ |
| M Countdown (Mnet)        | 11 de janeiro de 2018   | [ 10 ] |
| M Countdown (Mnet)        | 22 de fevereiro de 2018 | [ 11 ] |
| Show Champion (MBC Music) | 31 de janeiro de 2018   | [ 12 ] |
| The Show (SBS MTV)        | 6 de fevereiro de 2018  | [ 13 ] |
| Music Bank (KBS)          | 23 de fevereiro de 2018 | [ 14 ] |
| Inkigayo (SBS)            | 11 de março de 2018     | [ 15 ] |
| Inkigayo (SBS)            | 8 de abril de 2018      | [ 16 ] |